# Stagonopleura guttata
Stagonopleura guttata е вид птица от семейство Estrildidae.

## Разпространение
Видът е разпространен в Австралия.